# Peristernia tayloriana
Peristernia tayloriana là một loài ốc biển, là động vật thân mềm chân bụng sống ở biển thuộc họ Fasciolariidae. tháng 3